# Kangra
Kangra (hindî: काँगड़ा) est une ville de l'État de l'Himachal Pradesh au nord-ouest de l’Inde, capitale du district du même nom.

## Démographie
Elle compte 9 155 habitants lors du recensement de 2001. Le taux moyen d'alphabétisation est de 83 %, supérieur à la moyenne nationale de 59,5 % ; le taux d'alphabétisation des hommes est de 85 %, celui des femmes est de 81 %. 10 % de la population a moins de 6 ans.

## Histoire
Le 16 novembre 1620, l'empire Moghol prend la forteresse de Kangra.
En 1809, la forteresse de Kangra est le lieu d'affrontement entre les Sikhs et les Gurkhas au cours de la Guerre Gurkha–Sikh

## Art
Les miniatures Rajput a une (faible) renaissance grâce à l'école de "Chitera Art School" à Kangra qui enseigne la peinture Pahari.
À Dharamsala on a le "Museum of Kangra Art".